# Pueblo kenga
El pueblo kenga, también conocido como kinga, kenge o cenge es un grupo étnico que vive en la subprefectura de Bitkine en la región de Guéra, al norte de Chad. A lo largo de los siglos adaptaron sus técnicas agrícolas a las duras condiciones de esta zona montañosa situada sobre el extremo sur del desierto del Sahara. Su idioma es el kenga, de la familia sara-bongo-baguirmi y su población ronda las 112.000 personas. Se los considera fundadores del reino de Baguirmi que sobre el siglo XVI se convirtió en un sultanato en el que convivieron etnias subsaharianas, bereberes y árabes. A su vez son parte del complejo étnico hadjarai junto con dajus, junkunes, dangaleats, mogums, sokoros, sabas, baraines, bidios, yalnas, bolgos, feodosios, mukulus, mubis y djongores. También se los ubica dentro del grupo de pueblos guera-naba del Chad, dentro del sector de su población subsahariana.

## Idioma
Hablan el Idioma kenga, de la familia sara-bongo-baguirimi. A 2016 se estima que había 112.000 hablantes de kenga en Chad. Utilizan el árabe como lengua franca en los negocios. Dialectos: cenga (tar cenga), banama (tar banama), bidjir y banala

## Cultura

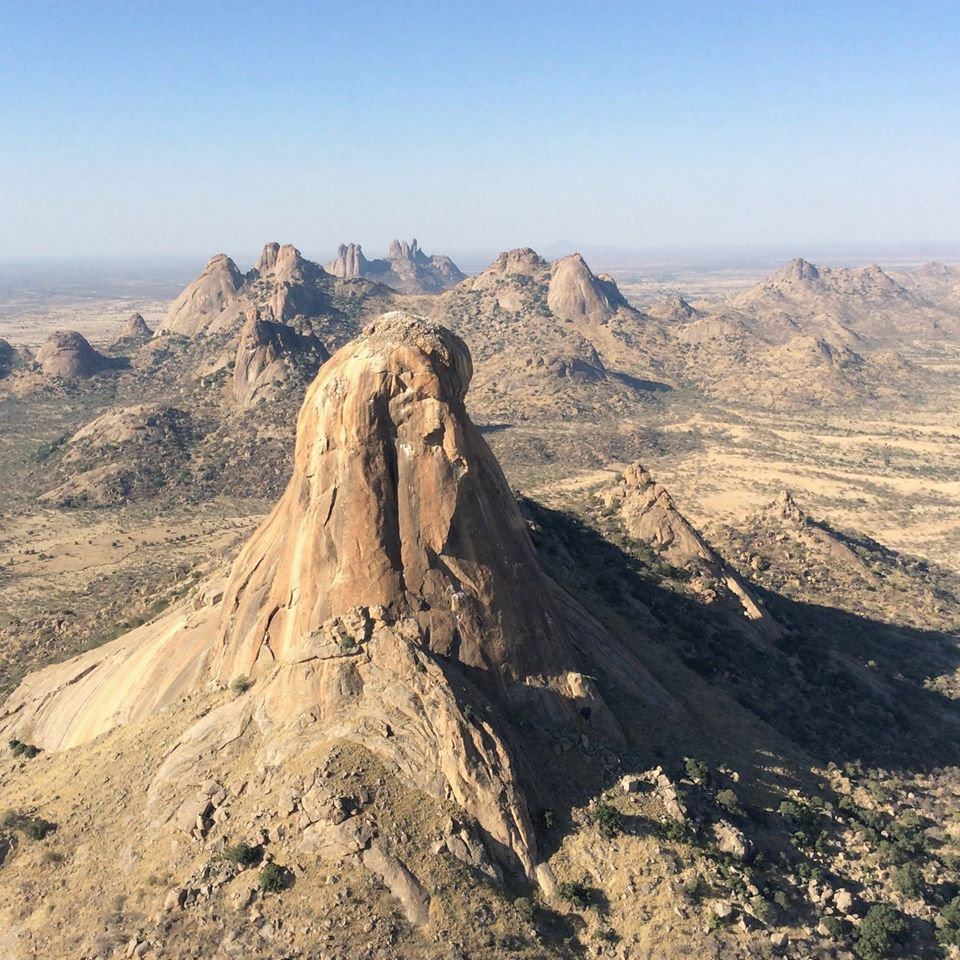
Monte Abtouyour en el país kenga

La mayor concentración de personas de la etnia kenga se da en el cantón del mismo nombre situado en la subprefectura de Bitkine. Cohabitan en unas 70 villas o poblados con grupos árabes o arabizados, así como con pequeñas comunidades bonuanas. Desde el siglo XVI forman parte de la comunidad islámica sunita, predominante en el norte de Chad. Sin embargo existe una pequeña minoría cristiana que creció bajo influjo de misioneros que llegaron a la zona a mediados del siglo XX. La religión étnica o preislámica sobrevive en la cultura popular según reportes de estudios etno-religiosos.

### Alfabetización
A finales del siglo XX se estimó que había un 15% de alfabetizados en francés y un 1% en árabe. La tasa de alfabetización de las mujeres rondaba el 1%.

### Mujer
Más del 90% de las mujeres de estos grupos, ha experimentado la mutilación genital.

### Trabajo
Prácticamente todos los kenga que viven en las aldeas son agricultores (mijo), con la excepción de una o dos docenas de maestros (que enseñan en las escuelas públicas de las aldeas). Los kenga que vive en Yamena adoptaron el estilo urbano de vida y generalmente tienen ocupaciones en los ámbitos públicos y privado de la economía de la ciudad.

## Historia
Los kenga de Bitkini participaron de la fundación del reino de Baguirmi sobre el año 1522. Según la tradición, Dala Birni, fue el líder fundador quien emigró con un grupo hasta Massenya y allí instaló su corte. El pequeño estado integró a pobladores de origen árabe, bereber y subsaharianos que sustentaron la política expansionista del mbang (rey o manarca) que en pocos años generó una red clientelar de poblaciones que le pagaban tributos a cambio de “protección”.
Durante los años 1608 a 1806 el esplendor de Baguirmi, a esa altura convertido en reino musulmán, se basó en la captura y venta de esclavos. Generalmente capturados de sus pueblos vecinos y en especial del complejo sara. Muchos de estos cautivos con el tiempo pasaron a integrar las poblaciones barma, que así se llamó la descendencia multiétnica de Baguirmi. Entre los pueblos sometidos a tributo, a veces esclavizado, se encontraban al norte los pueblos del complejo étnico lisi: medogos, bulalas, kukas y babelyias (babalias). Al oeste controló y sometió a tributo a los pueblos kotoko; al sur los sarua, los somrai, los niellim, los ndam y los bwa; y al este a sus hermanos kenga y los sokoro.

## Religión
Las nociones religiosas precoloniales eran sincréticas y variaban según la clase. Los funcionarios solían ser musulmanes, quienes al mismo tiempo afirmaban la divinidad de su rey. Muchos agricultores no llegaban a comprender la dualidad de divinidades entre el islam y la concepción baguirmi de la realeza divina. Por ejemplo, los funcionarios profesaban que había un ser supremo, Alá, mientras que al mismo tiempo insistían en que su gobernante era la encarnación terrenal de las dos fuerzas moo y karkata, que animaban todas las cosas del universo. Al mismo tiempo, el pueblo llano mantenía la religión étnica que sostenía la existencia de los shetani (diablos), responsables de muchas de sus aflicciones. También creían que Alá era responsable de todas las cosas, incluidas las aflicciones. La religión étnica de los kenga se transmitió al reino Baguirmi, aún bajo la vigencia del gobierno musulmán. Especialmente la creencia en los margai (genios locales).